# Rubik R–21
Az R–21 magyar katonai szállító vitorlázó repülőgép, melyet Rubik Ernő tervezett az 1940-es évek elején. A második világháborús események miatt a gépek építése leállt.

## Története
A Magyar Királyi Honvéd Légierő 1942-ben írt ki pályázatot szállító vitorlázó repülőgépek gyártására, miközben a légierőnél Pápán megkezdték a vitorlázó repülőgépes alakulatok szervezését és a pilóták kiképzését. A légierő pályázatára a Repülő Műszaki Intézet (RMI) az RMI–10 (X/S) jelzésű gép terveit készítette el, míg az esztergomi Aero Evernél Rubik Ernő az R–21 jelzésű, 15 fő befogadására alkalmas gép tervezésébe kezdett. A Magyar Királyi Honvéd Légierő öt darab szállító vitorlázógépet rendelt az Aero Evertől. A vitorlázógép vontatását Me 210-es gépekkel tervezték. A gépek építését 1943-ban kezdték el, a tervezése és az építés párhuzamosan folyt Esztergomban. (Eközben a háború alatt az Aero Ever katonai megrendelésre egyéb repülőgép-alkatrészeket is gyártott.)  Több példány építése folyt, egy géptörzs és a szárnyak befejezés előtti állapotban (80%-kos készültségi állapotban) voltak, amikor a háborús események folyamán a gyárat a szovjet csapatok elfoglalták. A gépekhez elkészített részegységeket később, 1946-ban más vitorlázó repülőgépekhez használták fel.

## Jellemzői
Teljesen faszerkezetű vitorlázó repülőgép. Felsőszárnyas elrendezésű, szárnyai szabadonhordóak. A törzsközép négyzet keresztmetszetű, ehhez a konténer kialakítású részhez csatlakozott a kéttörzsű elrendezésű törzs-hátsórész, melyhez osztott függőleges vezérsíkok csatlakoztak.  A törzsközép hátsó része két felfelé és lefelé nyitható volt a teher rakodásához. A felfele nyíló rész a levegőben is nyitható volt a teher kidobásához, míg az ejtőernyősök az oldalajtót is használhatták az ugráskor. A gép 10–15 katona, vagy kb. 2 tonna teher szállítására lett volna alkalmas. A számított adatok szerint 3000 kg-os felszálló tömeggel kb. az 5000 m magasra vontatott gép kb. 80 km-t tudott volna siklásban megtenni. Ez 16-os siklószámot jelentett volna. A gép leszálláshoz csúszótalpakkal rendelkezett, a földön történő mozgatáshoz kerekekkel lehetett volna felszerelni.

## Műszaki adatok[1]
- Szárnyfesztáv: 23 m
- Hossz: 13,7 m
- Magasság: 4,5 m
- Szárnyfelület: 40,0 m²
- Üres tömeg: 2300 kg
- Felszálló tömeg: 3800 kg
- Siklószám: 16 (számított)
- Utazósebesség: 120 km/h
- Maximális sebesség: 250 km/h